# 1101 Clematis
1101 Clematis este o planetă minoră (asteroid), cu un diametru de 33,765 km, din centura de asteroizi. A fost descoperită pe 22 septembrie 1928 la Observatorul Königstuhl de Karl Wilhelm Reinmuth și a fost numită după Clematis. 
Obiectul prezintă o orbită caracterizată de o semiaxă mare de 3,2295744 UAi, o excentricitate de 0,077972, o înclinație de 21,393 ° în raport cu ecliptica.